# エルミニア (小惑星)
エルミニア (705 Erminia) は小惑星帯に位置する比較的大きな小惑星である。ウィーンでエミール・エルンストによって発見された。
エトワルト・ヤコボウスキー (Edward Jacobowsky) によるオペレッタ喜劇『エルミニー (Erminie)』にちなんで命名された。
2008年3月に近畿地方で掩蔽が観測された。